# Harvey Kurtzman
Harvey Kurtzman   (Brooklyn, 3 d'octubre de 1924 - Nova York, 21 de febrer de 1993) va ser un autor de còmics i editor nord-americà.El seu treball més conegut inclou escriure i editar el còmic paròdic Mad des de 1952 fins a 1956, i escriure les tires de Little Annie Fanny a Playboy des de 1962 fins a 1988. La seva obra destaca per la seva sàtira i paròdia de la cultura popular, la crítica social i l'atenció al detall. El mètode de treball de Kurtzman s'ha comparat amb el d'un autor, i esperava que els que il·lustraven les seves històries seguissin estrictament els seus dissenys.
Kurtzman va començar a treballar en la línia de còmics New Trend a EC Comics el 1950. Va escriure i editar els còmics de guerra Two-Fisted Tales i Frontline Combat, on també va dibuixar moltes de les històries acuradament documentades, abans de crear el seu còmic més recordat, Mad, el 1952. Kurtzman va escriure les històries i les va fer dibuixar pels millors dibuixants de la CE freqüentment per Will Elder, Wally Wood i Jack Davis; els primers Mad varen destacar per la seva crítica social i paròdies de la cultura pop. El còmic va canviar a un format de revista el 1955, i Kurtzman el va deixar el 1956 per una disputa pel control financer amb el propietari d'EC, William Gaines. Després de la seva marxa, va fer diversos treballs de dibuixos animats, incloent-hi l'edició de l'efímera Trump i l'autopublicat, Humbug. El 1959, va produir la seva primera novel·la gràfica, titulada Harvey Kurtzman's Jungle Book, satíric i orientat a adults. Va editar Help!, de 1960 a 1965, una revista d'humor que presentava treballs del futur membre de Monty Python i director de cinema Terry Gilliam i els primers treballs de dibuixants underground com Robert Crumb i Gilbert Shelton. Va editar Help!, fins a la seva fi després de l'èxit de l'atrevit Playboy, Little Annie Fanny va començar a ocupar tot el seu temps. Tot i que Annie Fanny va proporcionar gran part dels seus ingressos durant la resta de la seva carrera, va continuar produint un treball eclèctic, inclòs el guió de l'animació Mad Monster Party?, el 1967 i va dirigir, escriure i dissenyar diversos curts per a Barri Sèsam el 1969.
Des de 1973, Kurtzman va ensenyar dibuixos animats a l'Escola d'Arts Visuals de Nova York. La seva obra va obtenir un major reconeixement cap al final de la seva vida, i va supervisar les reimpressions de luxe de gran part de la seva obra. El premi Harvey va ser nomenat així en honor de Kurtzman el 1988. Va ser inclòs en el Saló de la Fama del Comic Book de Will Eisner l'any 1989, i el seu treball es va situar el cinquè lloc dels 100 millors còmics del segle XX The Comics Journal.

## Biografia
Harvey Kurtzman va néixer el 3 d'octubre de 1924, en un edifici d'habitatges al 428 East Ninety-Eighth Street de Brooklyn a la ciutat de Nova York. David es va unir a l'església de la Ciència Cristiana, i quan va patir una úlcera hemorràgica va recórrer a l'oració per curar-la; li va provocar la mort el 29 de novembre de 1928 als 36 anys. La família es trobava en una situació econòmica tan desesperada que la seva mare va col·locar els germans Kurtzman en un orfenat durant tres mesos fins que va aconseguir un treball com a modista. Diversos mesos més tard, Edith es va tornar a casar amb l'immigrant jueu-rus Abraham Perkes, que treballava a la indústria de la impressió com a gravador de llautó. Els nens Kurtzman van mantenir el seu cognom, mentre que la seva mare va agafar el de Perkes. La parella va tenir un fill Daniel el 17 de febrer de 1931. El 1934, la família es va traslladar al Bronx més exclusiu, on la família vivia al 2166 de Clinton Avenue.
Perkes no era ric, però va aconseguir mantenir la seva família durant la Gran Depressió dels anys trenta. Era sindicalista, i la parella va llegir el diari comunista Daily Worker. Perkes va portar el jove Kurtzman a treballar, i el va animar a ajudar amb el disseny i el dibuix i a pensar en si mateix com un artista professional.

###### Primers anys (1924-1942)
Harvey Kurtzman va parlar poc dels seus pares a les entrevistes i no se sap gaire de les seves vides preamericanes. David Kurtzman i Edith, née Sherman, van créixer a Ucraïna a Odesa, i eren urbanites alfabetitzats. Pertanyien a la gran comunitat jueva de la ciutat, que va patir generacions d'opressió antisemita, la ciutat havia caigut en dificultats econòmiques després de la Revolució Russa. Poc després de la Primera Guerra Mundial, David va emigrar a Nova York i Edith aviat va seguir el que ella va anomenar "un viatge desesperat" escapant de la nova Unió Soviètica. Allí la parella no observant es va casar en una cerimònia civil. El primer dels seus dos fills, Zachary, va néixer el 8 d'abril de 1923. Encara que era un noi tímid els seus professors van reconèixer la intel·ligència de Kurtzman a l'escola primària i li van permetre saltar-se una nota. Va mostrar talent artístic d'hora i els seus dibuixos amb guix a la vorera van cridar l'atenció de nens i adults, que es van reunir per veure'l dibuixar. Va anomenar aquestes tires "Ikey and Mikey", inspirada en la tira còmica de Goldberg, Mike and Ike. El seu padrastre també tenia interès per l'art i portava els nois als museus. La seva mare va fomentar el seu desenvolupament artístic i el va matricular a classes d'art; els dissabtes, agafava el metro fins a Manhattan per a una instrucció formal d'art. Els seus pares el van fer assistir al campament jueu d'esquerres Kinderland, però no va gaudir del seu ambient dogmàtic. Encara que no s'avergonyeix de la seva herència jueva, cap dels germans Kurtzman va acceptar tenir un Bar Mitzvah.
Kurtzman es va enamorar de les tires còmiques i dels nous còmics emergents a finals dels anys trenta. Insatisfet amb el que va trobar als diaris dels seus pares, va buscar entre els contenidors d'escombraries les seccions de còmics dominicals dels diaris dels seus veïns. Va admirar una gran varietat de tires, com Alley Oop, de Hamlin's, Terry and the Pirates de Milton Caniff, Dick Tracy de Chester Gould, Prince Valiant de Hal Foster, Flash Gordon d'Alex Raymond i Li'l Abner d'Al Capp. Va trobar el còmic de Will Eisner, The Spirit, un "estàndard pel qual es mesurarien altres còmics", i va anomenar Eisner "el més gran"... un dibuixant virtuós d'un tipus que mai s'havia vist abans". Els dissenys de pàgina d'Eisner van tenir una influència considerable en el treball de Kurtzman.
A 14 anys, va guanyar un concurs de dibuixos animats pel qual va rebre un dòlar i va publicar la seva caricatura a Tip Top Comics núm. 36 (abril de 1939). El futur col·laborador Jack Davis havia guanyat el mateix concurs uns quants números abans. Després de guanyar el John Wanamaker Art Contest anual, Kurtzman va rebre una beca per assistir a l'escola secundària a The High School of Music & Art. Els futurs col·legues Will Elder, Al Feldstein, Al Jaffee, John Severin i Charles Stern també van assistir a la mateixa escola. Les seves ambicions eren evidents fins i tot llavors; al Comic Con de Nova York del 2016, Jaffee va explicar com un Kurtzman, de quinze anys, va dir als seus companys Jaffee i Elder: "Algun dia tindré una revista i us contractaré". Kurtzman es va graduar es va graduar a setze anys el 1941 i va passar a Cooper Union amb una beca. Va marxar després d'un any per centrar-se a fer còmics.

###### Primera carrera (1942-1949)

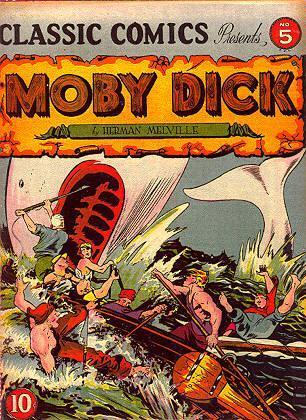
Kurtzman va col·laborar en la versió Classics Illustrated de Moby Dick el 1942 com a primera tasca a l'estudi de Louis Ferstadt.

Kurtzman va conèixer Alfred Andriola el 1942, animat per una cita a Classic Comics and their Creators de Martin Sheridan, on Andriola oferia ajuda als aspirants a dibuixants. Kurtzman va fer una cita, però la resposta d'Andriola al seu treball va ser descoratjadora: va dir a Kurtzman que deixés de fer dibuixos animats. Kurtzman va qualificar aquesta reunió com "un dels pitjors dies de la seva vida", tot i que va ignorar els consells d'Andriola i va continuar venent la seva cartera.
Va continuar fent feines ocasionals el 1942 fins que va aconseguir la seva primera aturada en la indústria del còmic a l'estudi de Louis Ferstadt, que va produir còmics per a Quality, Ace, Gilberton, i el Daily Worker. El seu primer treball publicat allà va ser assistir al número 5 (setembre de 1942) de Gilberton's Classic Comics, que inclou una adaptació de Moby Dick. El seu primer treball de llapis va aparèixer a Four Favorites nùm. 8 (desembre de 1942). Va produir una gran quantitat de treballs sense distinció el 1942 i el 1943, que més tard va anomenar "coses molt crues i molt lletges", abans de ser reclutat el 1943 per al servei a la Segona Guerra Mundial.
Es va entrenar per a la infanteria, però mai va ser enviat a l'estranger. Va estar destinat a Louisiana, Carolina del Nord, Carolina del Sud i Texas. Va il·lustrar manuals d'instruccions, pòsters i fulletons, i va col·laborar amb dibuixos animats als diaris del campament i als butlletins. Mentre era allà, va ser convidat per l'editor i dibuixant L. B. Cole per dibuixar la superheroïna "Venus Negra", empaquetada per a Orbit Publications de l'editorial Rae Herman. El 1944, va treballar per a diverses publicacions locals mentre estava a Carolina del Nord, i va fer diversos dibuixos animats a Yank a finals d'octubre de 1945. La quantitat de treball va permetre a Kurtzman perfeccionar el seu estil, que es va fer més refinat i diferent.
Una vegada acabat el servei després de la guerra, Kurtzman va trobar una competència ferotge a la indústria del còmic, ja que el treball autònom va substituir el sistema de Comics packaging. Va sol·licitar al diari PM, però la seva cartera va ser rebutjada per l'editor de dibuixos animats Walt Kelly. Després d'una sèrie de tasques i col·laboracions de curta durada, Kurtzman es va reunir amb els antics alumnes de Música i Art Will Elder i Charles Stern. Van obrir Charles William Harvey Studio el 1947, però van tenir dificultats per trobar feina. Tots tres tenien poc sentit dels negocis. Kurtzman va gestionar les factures. Al seu estudi de Broadway, que Kurtzman va mantenir obert fins a finals de 1951, van subarrendar espai a dibuixants com John Severin, Dave Berg, i René Goscinny.
Kurtzman havia estat fent mots encreuats per a l'editor Martin Goodman des de principis de la seva carrera. Un parent llunyà de Goodman, Stan Lee, va treballar com a editor de Goodman's Timely Comics (un precursor de Marvel Comics). Li va oferir feina a Kurtzman treballar fent els farciments d'una pàgina, feina que pagava poc. Lee va anomenar la tira Hey Look!, i Kurtzman en van produir 150 episodis des de 1946 fins a 1949.
En una reunió de Música i Art a principis de 1946, Kurtzman va conèixer Adele Hasan, que era un dels membres del personal de Timely i estava sortint amb Will Elder. Ella es va enamorar de Kurtzman, i va confiar en Al Jaffee que "era el tipus d'home amb qui li agradaria casar-se. Aquell any, Timely va publicar un "Ara pots ser l'editor!" les paperetes del concurs se li van assignar Hasan per fer el recompte. Es va decebre que els lectors no gaudissin de Hey Look de Kurtzman!, tant com ho feia ella. Ella "va omplir l'urna" a favor de Kurtzman, la qual cosa va fer que Stan Lee, sorprès, li assignés més feina a Kurtzman. Kurtzman va rebre la feina de dibuixar animals parlants Pigtales a tarifes habituals com a autònom, així com altres tasques diverses. Quan Harvey passava per les oficines de Timely amb més freqüència, ell i l'Adele coquetejaven i finalment van començar a sortir. Va deixar Timely per a la universitat aquella tardor i va mantenir correspondència freqüent amb Kurtzman; aviat va abandonar la universitat i tots dos es van casar aquell setembre.
El 1948 va produir una tira còmica dominical, Silver Linings, que va sortir amb poca freqüència al New York Herald Tribune entre març i juny. Lee tenia Hey Look!, va acabar el 1949 perquè Kurtzman es pogués concentrar en funcions més llargues per a la línia familiar de Timely. A Kurtzman se li van assignar tasques d'art per a Rusty amb guió de Lee, una imitació de la tira còmica de Chic Young Blondie, però es va sentir decebut amb aquest tipus de treball i va començar a buscar una altra feina. Va vendre episodis de l'Egghead Doodle i Genius d'una pàgina a Timely i Al Capp's Toby Press de manera autònoma. També va vendre peces més llargues a Toby, incloent episodis de la seva paròdia occidental Pot Shot Pete, una sèrie de curta durada que va insinuar la sàtira de la cultura pop per la qual Kurtzman havia de ser conegut.
Kurtzman es va trobar amb Crime Does Not Pay, de Charles Biro, un còmic que Kurtzman descriu com a lectura amb "la mateixa il·lusió... que va sentir pels còmics underground de vint anys després". Aquestes històries presentaven una visió de la realitat força diferent de l'entreteniment escapista típic dels còmics de l'època, i havien d'influir en el treball de guerra i drama social que Kurtzman havia de fer aviat a EC Comics.

###### EC iMad(1949–1956)

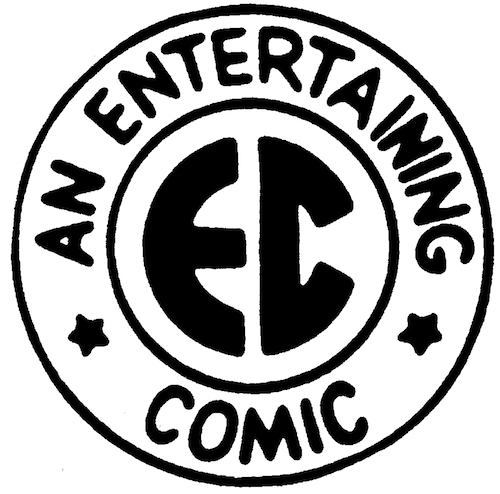
Kurtzman va treballar per a EC Comics entre 1950 i 1956.

Kurtzman va continuar comprant el seu treball i va produir treballs per a Ace/Periodical, Quality, Aviation Press, Timely i les revistes Varsity i Parents. Va fer una sèrie de llibres infantils, quatre dels quals van ser col·laboracions amb René Goscinny. Va portar algunes mostres de còmics educatius a les oficines d'EC Comics: "EC" havia significat originalment "Educational Comics" quan era dirigit per Max Gaines, però el seu fill William Gaines va canviar l'enfocament i el nom de la companyia a "Entertaining Comics", quan va heretar el negoci. A Gaines li va agradar Hey Look! de Kurtzman!, mostres, però no va tenir cap ús immediat per a les seves habilitats particulars. Gaines va dirigir Kurtzman al seu germà, David, que li va donar un treball poc remunerat a Lucky Fights it Through, una història de vaquers de dos punys amb un missatge educatiu sobre la salut sobre la sífilis.
Amb les portes d'EC obertes, Kurtzman va començar a obtenir treballs habituals de l'editorial el 1950. Aquella primavera va començar la línia de còmics de terror, fantasia i ciència-ficció d'EC "New Trend", i Kurtzman va aportar històries d'aquests gèneres. Els seus ingressos es van duplicar respecte a l'any anterior. A finals de 1950, va començar a escriure i editar un títol d'aventures, Two-Fisted Tales, que va proposar com a còmic en la línia de la popular tira còmica de Roy Crane, Captain Easy. El còmic es diferenciava per oferir històries realistes en lloc de l'idealisme de Crane, un grau de realisme que encara no s'ha vist als còmics nord-americans. Les històries de guerra de Frontline Combat van seguir a mitjan 1951. Les històries no només tractaven sobre la guerra moderna, sinó també derivades de la història profunda, com les legions romanes i les campanyes napoleòniques. Kurtzman va rebutjar la idealització de la guerra que havia arrasat els EUA des de la Segona Guerra Mundial. Va passar hores a la Biblioteca Pública de Nova York a la recerca de la veritat detallada darrere de les històries que estava escrivint, de vegades trigant dies o setmanes a investigar una història. La seva investigació va incloure entrevistes i correspondència amb G.I.s fent un passeig a bord d'un avió de rescat i enviant el seu assistent Jerry DeFuccio a fer un passeig en un submarí per recollir efectes de so. (El primer informe de camp de DeFuccio d'aquesta tasca va ser un telegrama de 10 paraules dirigit a Kurtzman amb la lletra "MOLTS CORS VALENTS ESTÀN adormits al GLUB DEEP GLUB.") Les històries donaven una mirada simpàtica a ambdues parts d'un conflicte, independentment de la nacionalitat o ètnia. Va intentar explicar el que considerava la veritat objectiva sobre la guerra, desglamoritzant-la i mostrant la seva inutilitat, encara que les històries no eren explícitament contra la guerra.

Gaines va donar a Kurtzman una gran llibertat artística, però ell mateix era un estricte mestre de tasques. Va insistir que els artistes que dibuixaven les seves històries no es desvien dels seus dissenys. En general, els artistes van respectar els desitjos de Kurtzman per respecte a la seva autoritat creativa, però alguns, com Bernie Krigstein i Dan Barry, van sentir afectada la seva pròpia autonomia artística.
| «          | ... d'alguna manera ens vam convèncer d'una cosa molt ximple, que era una revista d'artistes ... Tots vam guanyar diners i vam entrar al negoci de l'edició, cosa que els artistes no haurien de fer mai, mai, per la senzilla raó que perden de vista les consideracions pràctiques de la supervivència empresarial. L'art esdevé tot i el mercat esdevé secundari. | » |
| — Kurtzman | |   |

Els que treballaven per a EC van rebre un pagament basat en la producció. Els laboriosos mètodes de treball de Kurtzman van significar que era menys prolífic que el seu també escriptor i editor d'EC Al Feldstein, i Kurtzman es va sentir poc valorat econòmicament per la quantitat d'esforç que va dedicar al seu treball. Estava carregat econòmicament amb una hipoteca i una família. També detestava el contingut d'horror dels llibres que Feldstein estava produint, i que constantment venien més que la seva pròpia obra. Creia que aquestes històries tenien el mateix tipus d'influència en els nens que el masclisme dels còmics bèl·lics contra els quals creia que treballava de valent en el seu propi treball. Recordant el treball d'humor de Kurtzman dels anys quaranta, Gaines va proposar una revista d'humor per augmentar els ingressos de Kurtzman, ja que creia que necessitaria molt menys temps i esforç per investigar. Mad va debutar l'agost de 1952, i Kurtzman va escriure totes les històries dels primers vint-i-tres números. Les històries de Mad tenien com a objectiu allò que Kurtzman considerava mentides fonamentals en els temes parodiats, inspirats en l'humor irreverent que es troba a les revistes d'humor universitàries. Es van desenvolupar de la mateixa manera que Kurtzman havia desenvolupat per a les històries de guerra, i els seus dissenys van ser seguits fidelment pels artistes que els van dibuixar, amb més freqüència, Will Elder, Jack Davis i Wally Wood.
Mad no va tenir èxit instantani, però va trobar la seva audiència pel quart número, que ràpidament es va esgotar. El número presentava el "Superduperman" dibuixat per Wood, una paròdia de Superman i Captain Marvel, inclosa la demanda per infracció dels drets d'autor que National Periodicals (ara DC Comics) havia presentat recentment contra Fawcett Comics. National, els propietaris dels drets d'autor de Superman, van amenaçar de presentar una altra demanda per la paròdia. EC i National compartien el mateix advocat, que va aconsellar a Gaines que deixés de publicar paròdies. Mentre Gaines sospesava aquest consell, Kurtzman va descobrir un precedent legal que donava suport al dret Mad a la paròdia. Gaines va contractar l'autor d'aquest precedent per escriure un breu que corroborés la posició d'EC, però l'advocat va fer costat a National. Gaines va consultar un tercer advocat, que va aconsellar a Gaines que ignorés l'amenaça i que continués publicant paròdies. National mai va presentar demanda. Quan Kurtzman va parodiar el personatge de Batman de National només quatre números més tard, la paròdia, va incloure sis rètols de piquets separats, pòsters i altres avisos que proclamaven que "Batboy i Rubin" era una imitació còmica (p. ex. "Ni un escopidor, ni un dibuix animat, ni un arpó, sinó una LAMPÚA!").
Parodiar objectius específics es va convertir en un element bàsic de Mad. A partir d'abril de 1954, el bimensual Mad va sortir mensualment després de la cancel·lació de Frontline Combat, les vendes del qual havien disminuït quan va acabar la Guerra de Corea. Aviat, un gran nombre d'imitadors de Mad van sorgir d'altres editors, així com de la mateixa EC amb el Panic editat per Feldstein. Kurtzman es va abocar a Mad, posant-hi tants esforços com ho havia fet als seus llibres de guerra. Això va derrotar el propòsit de tenir un tercer llibre fàcil de produir, però amb la cancel·lació ' Frontline Combat, Kurtzman es va centrar en Mad.
Durant la dècada de 1950, Kurtzman es va convertir en un dels guionistes de la tira còmica diària Flash Gordon rellançada de Dan Barry. Va escriure dues seqüències per a la tira, amb parts dibuixades per Frank Frazetta. La tira aviat es va convertir en un dels objectius de Mad a "Flesh Garden!", dibuixat per Wood, que abans havia ajudat a Barry a la tira de Flash Gordon. El 1954, Kurtzman va imaginar una adaptació a tot color de 100 pàgines d'A Christmas Carol de Dickens anomenat Marley's Ghost, i va proposar el projecte a Simon & Schuster i altres editors. La proposta incloïa set pàgines acabades, així com una pàgina feta de nou per Jack Davis en cas que els rebuigs dels editors fossin a causa de l'estil de dibuix de Kurtzman. L'ambiciós projecte no va trobar un editor disposat, ja que els còmics encara eren considerats massa baixos per a un tractament tan fastuós.

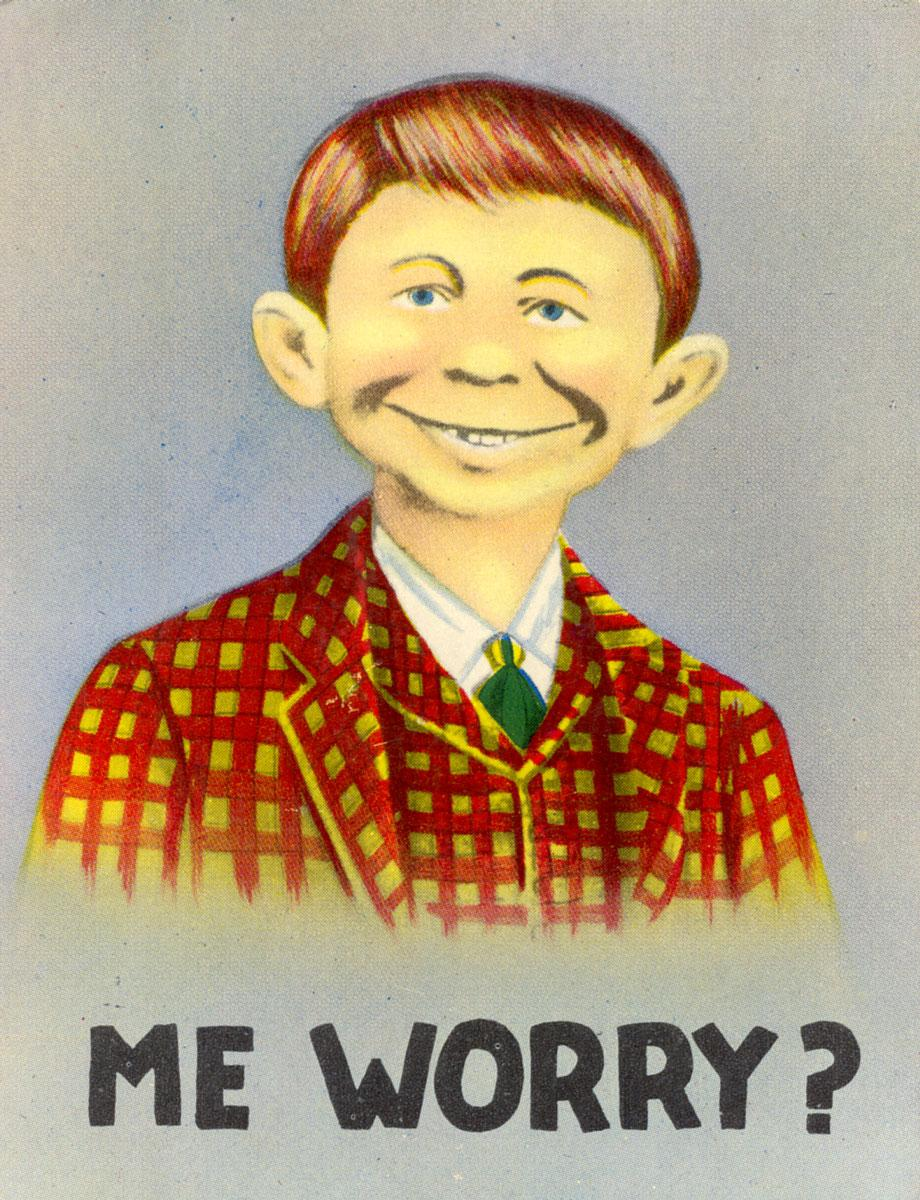
Kurtzman es va apropiar del "Me preocupa?" personatge com la mascota ' Mad, Alfred E. Neuman.

Des de la dècada de 1940, els còmics detectivescs i de terror s'havien fomentat entre els preocupats per l'augment de la delinqüència juvenil. El Subcomitè del Senat sobre la Delinqüència Juvenil va fer pressió sobre aquests còmics el 1954, i EC, un dels principals proveïdors d'aquest genera, es va trobar que els seus productes eren rebutjats pel seu distribuïdor. Gaines va posar fi a aquests títols i va intentar substituir-los per la línia New Direction, però a la tardor de 1955 l'únic títol de l'EC que quedava era Mad. Gaines acabava de permetre que Kurtzman canviés el format de Mad a una revista al juliol, per tal de mantenir-lo a EC després que Kurtzman hagués rebut una oferta de feina de la revista Pageant.
Kurtzman havia somiat des de feia temps a unir-se al món de l'edició de revistes, i havia estat intentant convèncer Gaines perquè publiqués Mad en un format més gran i més adult. El número d'agost de Pageant va incloure un article "Now Comics Have Gone Mad", i l'editor de Pageant, Alex Hillman, va oferir una feina a Kurtzman. Amb la perspectiva de perdre el seu únic editor i escriptor, Gaines va cedir a les demandes de Kurtzman. El número vint-i-quatre en format de revista de Mad (juliol de 1955) va tenir més èxit del que s'esperava, i va haver de ser reimprès, un fet inusual en l'edició de revistes. La nova presentació era ambiciosa i incloïa paròdies publicitàries i peces de text meticulosament interpretades per humoristes com Ernie Kovacs, Stan Freberg i Steve Allen. Va ser per aquesta època quan Kurtzman va presentar la mascota Va ser per aquesta època quan Kurtzman va presentar la mascota de Mad i el seu eslògan, "What, me worry?" (Què, em preocupa?), a qui Feldstein va anomenar més tard Alfred E. Neuman.
En altres llocs, l'anterior dibuixant Hugh Hefner s'havia convertit en un magnat dels mitjans a mitjans dels anys 50 amb la seva revista Playboy. Havia admirat Kurtzman's Mad, i es va reunir amb Kurtzman a Nova York per expressar el seu agraïment. Li va dir a Kurtzman que si mai havia de deixar Mad, un lloc l'esperaria a l'imperi Hefner. Amb aquesta promesa de recolzar-lo, Kurtzman va exigir el control legal de Mad a Gaines en forma d'accions. Reticent a perdre l'editor de la seva única publicació que li quedava, Gaines va oferir una quota del 10%. Com que això no li donaria a Kurtzman el control que volia, Kurtzman va contrarestar amb una demanda del 51%. Gaines es va negar, i els dos es van separar. Kurtzman va contactar amb Hefner i Gaines va contractar Al Feldstein per editar Mad.

###### Trump,HumbugandJungle Book(1957–1959)
| «                                 | Though it may look deceptively simple to the casual observer, [Kurtzman's art] is the end product of a long process of paring an elaborate drawing down to its essential line. Nature is not straight. In Kurtzman's art even the horizon is curved. | Tot i que pot semblar enganyosament senzill per a l'observador casual, [l'art de Kurtzman] és el producte final d'un llarg procés d'elaboració d'un dibuix elaborat fins a la seva línia essencial. La natura no és recta. En l'art de Kurtzman, fins i tot l'horitzó és corbat. | » |
| — Comics historian Jacques Dutrey | | |   |

Hefner va contractar a Kurtzman des de l'abril de 1956. L'elegant i a tot color Trump va aparèixer als quioscos el gener de 1957. Entre els dibuixants que van contribuir a Trump hi havia persones habituals de Mad com Elder, Wood, Davis i Jaffee, així com Russ Heath i artistes més nous com Irving Geis, Arnold Roth i R. O. Blechman. Els escriptors Mel Brooks, Roger Price, Doodles Weaver i Max Shulman també van fer contribucions. La revista de cinquanta cèntims era una versió luxosa i més arriscada de Mad, i es va vendre bé. Malauradament, Hefner va començar a tenir problemes financers i va cancel·lar Trump després del seu segon número. La revista havia estat un èxit al mercat, però ja havia acumulat 100.000 dòlars en despeses, sobre la qual cosa Hefner va dir: "Li vaig donar a Harvey Kurtzman un pressupost il·limitat i el va superar".

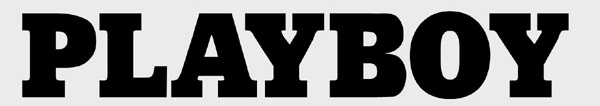
Amb Trump (1957), Kurtzman va començar una llarga relació amb Hugh Hefner i Playboy.

Hefner va fer saber la notícia en persona a Kurtzman, a l'hospital on naixia el seu tercer fill, Elizabeth. L'Adele va dir que era l'única vegada que havia vist plorar al seu marit. Kurtzman va dir més tard que amb Trump va estar més a prop de produir "la revista d'humor perfecte".
Mentre els artistes de Trump reflexionaven sobre la situació a les oficines de Playboy, Roth es va acostar amb una ampolla de whisky. Quan van deixar l'oficina, el grup havia acceptat embarcar-se en una empresa editorial pròpia: Humbug . La publicació va ser finançada i dirigida pels artistes que la van crear, encara que cap del grup tenia experiència empresarial. Només l'artista Jack Davis es va convertir en accionista a parts iguals i en l'únic empleat assalariat malgrat que es va negar a recolzar econòmicament el projecte; la seva participació es va considerar vital per al seu èxit. Els altres farien broma en els anys següents amb el fet que Davis va ser l'únic que va guanyar diners amb Humbug.
Amb Kurtzman al capdavant, el grup dinàmic i molt unit es va proposar produir una publicació elegant en la línia de les revistes d'humor universitàries, però dirigida a un públic general. Juntament amb la sàtira de la cultura pop que havia estat l'element bàsic de Mad i Trump, Humbug incloïa sàtira més tòpica i política, sobretot d'escriptors diferents de Kurtzman. Hefner va proporcionar al grup l'espai d'oficines desitjable a un preu econòmic, per culpa d'haver cancel·lat Trump tan ràpidament.
Humbug es va trobar amb problemes de seguida a causa del seu petit format, cosa que va dificultar que els consumidors el trobessin als quioscos. També va patir problemes de distribució. Per als seus dos últims números, Humbug es va imprimir en una mida de revista estàndard, i el preu es va augmentar de quinze cèntims a vint-i-cinc. A darrera hora, el recompte de pàgines de l'onzè número es va incrementar de trenta-dues pàgines a quaranta-vuit, reimprimint material de Trump. Aquest darrer número incloïa un missatge autocrític de Kurtzman que resumia la carrera dels artistes i anunciava el comiat d'Humbug. El grup va seguir itineraris professionals divergents després de la ruptura.
Després de la desaparició de Humbug, Kurtzman va passar uns anys com a col·laborador autònom de revistes com Playboy, Esquire, Madison Avenue, The Saturday Evening Post, TV Guide i Pageant. Amb Elliot Caplin va produir una tira còmica mal rebuda, Kermit the Hermit, entre altres treballs diversos. El 1958 Kurtzman va proposar una tira a TV Guide parodiant programes de televisió occidentals per a adults; el seu rebuig el va decebre especialment.
L'any 1959, Ballantine Books buscava alguna cosa per substituir la seva exitosa línia de reimpressions de butxaca per al mercat massiu Mad després que Gaines l'hagués portat a una altra editorial. Ballantine havia publicat anteriorment The Humbug Digest en el mateix format, encara que va sortir malament al mercat. Kurtzman va proposar un llibre de material original dissenyat per al format, que Ian Ballantine, amb reserves, va acceptar per respecte a Kurtzman El Llibre de la Selva de Harvey Kurtzman va ser el primer llibre de butxaca massiu del mercat de contingut de còmics originals als Estats Units, i per al biògraf de Kurtzman Denis Kitchen va ser un precursor de la novel·la gràfica. Mentre que les seves històries Mad s'havien dirigit a un públic adolescent, Kurtzman va fer Jungle Book per a adults, cosa inusual als còmics nord-americans. El Llibre de la Selva es va vendre malament, però va continuar sent un dels favorits entre el seu petit nombre de fans devots. Si hagués estat un èxit, Kurtzman pretenia continuar amb més llibres en la mateixa línia.

###### Help!iLittle Annie Fanny(1960–1965)
Kurtzman va fer imprimir "The Grasshopper and the Ant" a la revista Esquire el 1960. La tira era una al·legoria social d'una llagosta hipster i una formiga treballadora amb visions del món oposades, ambdues perden al final. Va ser una raresa per a Kurtzman, ja que el va crear a tot color, més aviat en lineal en blanc i negre amb color afegit després. Kurtzman va proposar una vegada més Marley's Ghost a una sèrie d'editors el 1962, inclòs The Saturday Evening Post, però de nou va ser rebutjat.
El 1960, Harvey es va unir amb l'editor James Warren per coeditar Help! . Warren Publishing va dirigir el negoci, mentre que la copropietat de la revista va permetre a Kurtzman el control que volia, tot i que el seu pressupost ajustat restringia aquest control. La revista va fer un ús freqüent de còmics fotogràfics fumetti, que de vegades protagonitzaven celebritats com Woody Allen i un pre- Monty Python John Cleese. El primer número tenia la portada de l'agost de 1960. Gloria Steinem i Terry Gilliam eren entre els empleats de la revista. Al final de la seva carrera, Ajuda!, havia havia presentat una sèrie de dibuixants joves que havien de tenir un paper important en el moviment underground comix, com Robert Crumb, Jay Lynch, Gilbert Shelton, Spain Rodriguez i Skip Williamson.

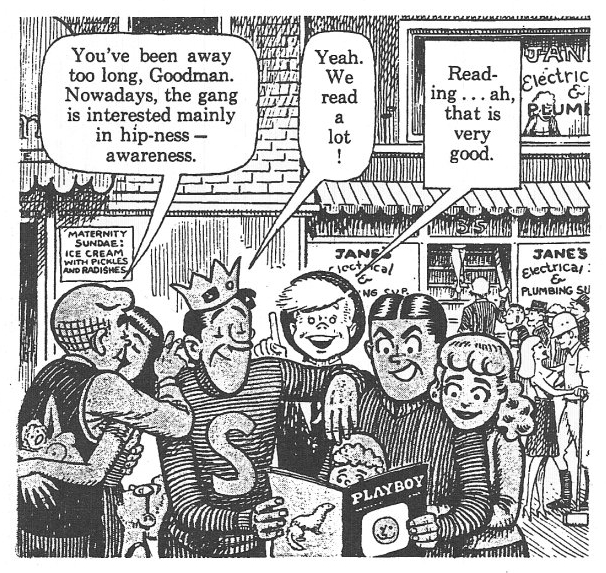
Les representacions paròdiques dels personatges d' Archie Comics a " Goodman Goes Playboy " van provocar una demanda per infracció dels drets d'autor.

La història més famosa d'Help!, la va protagonitzar el personatge de Kurtzman, Goodman Beaver, a "Goodman Goes Playboy" al número de febrer de 1962. La història satiritzava Hefner i el seu estil de vida, mentre parodiava els còmics d'Archie d'una manera molt més arriscada que l'anterior paròdia de "Starchie" a Mad. Els personatges d'Archie estaven bevent i festejant caçadors de faldilles a casa de la universitat. Els editors d'Archie van demandar i Warren va acceptar un acord extrajudicial en lloc d'arriscar-se a una demanda costosa. Tanmateix, l'objectiu real de la tira havia estat Hefner, a qui li va encantar; Kurtzman va començar a treballar de nou per a Hefner poc després.
Kurtzman es va acostar a Hefner l'any 1960 amb la idea d'un llargmetratge de còmics per a Playboy que protagonitzés Goodman Beaver. Playboy va publicar molts dibuixos animats, però una tira còmica era una cosa nova per a la revista. Després de discutir idees, la proposta de Kurtzman va ser acceptada amb la condició que Goodman Beaver es transformés en una dona voluptuosa. Little Annie Fanny va ser la primera tira còmica Playboy i la primera publicació de còmics de diverses pàgines en una revista slick nord-americana. Com a col·laborador principal, Kurtzman va fer que Will Elder proporcionés la representació final a tot color de la tira, molt laboriosa i totalment acolorida. La petita Annie Fanny va començar a aparèixer a Playboy el 1962.
Kurtzman i Warren no estaven d'acord sobre les decisions editorials de Kurtzman sobre Help!, i Kurtzman es va trobar insatisfet amb l'associació. Ajuda!, les vendes estaven disminuint, i la revista va acabar tranquil·lament amb el seu vint-i-sisè número, amb portada de setembre de 1965. Això va permetre a Kurtzman i Elder centrar-se a temps complet en la petita Annie Fanny. Hefner era un editor exigent i va lliurar crítiques a Kurtzman que podien arribar a les vint pàgines.

###### Anys posteriors (1965-1993)
Kurtzman va participar en diversos projectes cinematogràfics a partir de finals dels anys seixanta. Va co-guionitzar la pel·lícula d'animació en stop-motion Mad Monster Party? (1967), una feina que va aconseguir gràcies a la recomanació de Jack Davis, que havia estat fent dissenys de personatges per a la productora de la pel·lícula Rankin/Bass. Kurtzman va escriure, codirigir i dissenyar diverses peces animades curtes per a Barri Sèsam el 1969; estava especialment orgullós del Boat animat per Phil Kimmelman, en el qual un capità de mar amb pròtesis esquerres amb la veu de Hal Smith ordena que una sèrie de números cada cop més grans es carreguin en un vaixell i, finalment, l'enfonsin. El 1972, va aparèixer en un anunci televisiu de bolígrafs Scripto.
Kurtzman va rebutjar una sèrie d'oportunitats ben remunerades durant la dècada de 1970. A principis de 1972, Stan Lee va oferir a Kurtzman una posició superior a Marvel Comics, i va proposar una altra revista Mad -like; Kurtzman va rebutjar aquestes oportunitats, ja que no se sentia preparat per tornar a la indústria del còmic després d'haver estat fora d'ella durant tant de temps des que va deixar EC. Marvel va llançar Crazy Magazine sense ell l'any 1973. Michael C. Gross li va demanar que col·laborés a National Lampoon durant aquesta època. El personal de la revista venerava a Kurtzman i havia publicat una paròdia de Mad el 1971 que incloïa "Citizen Gaines", una peça crítica amb el maneig de Mad i el tractament de Kurtzman per Gaines. Kurtzman va rebutjar l'oferta, ja que se sentia desajustat amb l'enfocament dels dibuixants més joves. Va rebutjar una oferta de René Goscinny el 1973 per actuar com a agent dels Estats Units per a la revista francesa de còmics Pilote.

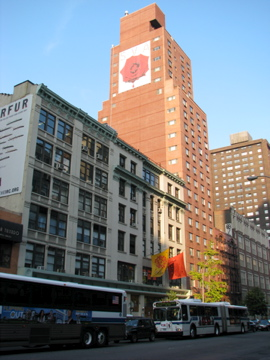
Kurtzman va ensenyar a l'Escola d'Arts Visuals a la dècada de 1970.

L'any 1973, l'Escola d'Arts Visuals de Nova York va demanar a Kurtzman i Will Eisner que hi ocupessin llocs de professor de dibuixos animats. Kurtzman no tenia experiència d'ensenyament anterior i va trobar la perspectiva descoratjadora, però Eisner el va convèncer perquè acceptés la feina. La classe d'Eisner es va anomenar "Art seqüencial" i la de Kurtzman era "Caricatura satírica", que es va centrar en dibuixos animats d'una sola vinyeta. Kurtzman tenia un tacte suau amb els seus estudiants, i era molt respectat i estimat. Sovint va fer aparèixer dibuixants professionals com a conferenciants convidats. Quan l'escola es va negar a publicar el treball dels seus estudiants, Kurtzman els va fer publicar en una antologia produïda per estudiants amb suport publicitari que es va anomenar Kar-Tünz. Kar-Tünz va funcionar durant quinze anys.
A partir de finals de la dècada de 1970, la talla de Kurtzman va començar a créixer. Els seus protegits com Crumb, Spiegelman i Gilliam van cantar els seus elogis, la seva reputació va créixer amb la difusió del fandom dels còmics, i el col·leccionista Glenn Bray va publicar The Illustrated Harvey Kurtzman Index el 1976. També va trobar que tenia seguidors a Europa; la seva obra va aparèixer allà per primera vegada a la revista francesa Charlie Mensuel l'octubre de 1970, i l'any 1973 l'Acadèmia Europea d'Art del Còmic li va concedir el seu premi a la trajectòria de 1972. A les dècades de 1970 i 1980 van aparèixer una sèrie de projectes de reimpressió i esforços puntuals, inclòs Kurtzman Komix, publicat el 1976 per Kitchen Sink Press. En els seus darrers anys, Kurtzman va continuar treballant en antologies i en diversos altres projectes, inclosa l'edició de dos volums d'una sèrie d'antologia original de YA, Nuts, empaquetada per Byron Preiss i publicada per Bantam Books el 1985. Va supervisar reimpressions del seu treball en edicions de luxe de Russ Cochran, que va fer The Complete EC Library, i Kitchen Sink Press, que va fer col·leccions de Goodman Beaver (1984), Hey Look! (1992), i d'altres, i va reimprimir el Llibre de la selva de Harvey Kurtzman (1988). Es van realitzar llargues entrevistes amb The Comics Journal i Squa Tront. El premi Harvey de la indústria del còmic va ser nomenat en el seu honor l'any 1988. Kurtzman va fer giras i va donar discursos amb freqüència als fans durant la dècada de 1980.
Kurtzman s'havia reconciliat amb Gaines a mitjan dècada de 1980 i, en col·laboració amb Elder, va il·lustrar 19 peces i portades de Mad entre 1986 i 1989. Kurtzman va acabar amb la petita Annie Fanny el 1988, enmig d'una salut deficient, una mala relació amb l'editora de dibuixos animats de Playboy, Michelle Urry, i el ressentiment pel descobriment que no posseïa els drets de la tira. Les estranyes aventures de Harvey Kurtzman va reunir un ampli repartiment de dibuixants l'any 1990 per il·lustrar històries dels dissenys de Kurtzman, tot i que el llibre no va ser un èxit, ni va ser un renaixement de Two-Fisted Tales. Feia temps que tenia previst escriure una història del còmic, però altres treballs havien tingut prioritat. Cap al final de la seva vida, va acceptar col·laborar amb l'historiador de còmics Michael Barrier per completar From Aargh! a Zap!, a La Història visual dels còmics de Harvey Kurtzman, que es va publicar el 1991, tot i que era més curta que la història més completa que Kurtzman havia planejat.
Kurtzman, que havia patit la malaltia de Parkinson i càncer de còlon, va morir a Mount Vernon, Nova York el 21 de febrer de 1993, per complicacions del càncer de fetge nou mesos després de la mort de Bill Gaines. The New Yorker va encarregar una caricatura commemorativa de Will Elder i va fer una elegia de l'escriptor Adam Gopnik. El dibuixant Jules Feiffer va comentar aleshores que la caricatura havia perdut el seu Orson Welles.

## Vida personal
Kurtzman mesurava uns 168 cm i era de complexió lleugera. Tenia un comportament modest; L'humorista Roger Price el va comparar amb "un beagle que és massa educat per esmentar que algú està dret a la seva cua". Rolf Malcolm el va descriure com algú que somriu poc i parla lentament. Al Jaffee va dir que "no era una persona fàcil d'apropar-s'hi massa".
Kurtzman i la seva dona Adele (née Hasan) es van casar el setembre de 1948. Van tenir tres filles i un fill: Meredith, nascuda el 28 de juliol de 1950; Peter, nascut el 29 de juny de 1954; Elizabeth, nascuda el 21 de gener de 1957; i Cornelia "Nellie", nascuda el 15 d'abril de 1969. (Meredith el 1970 es va convertir en una de les col·laboradores d'It Ain't Me, Babe, el primer còmic produït íntegrament per dones.)
La feina de Kurtzman li va permetre estar a casa amb els seus fills durant el dia, i els va prestar gran part de la seva atenció. Com que Peter tenia un autisme de baix funcionament, els Kurtzman es van oferir voluntaris localment per treballar amb nens amb necessitats especials, i el 1986 van començar una subhasta benèfica anual, recaptant diners venent les obres d'art dels dibuixants per a l'Association for Mentally Ill Children of Westchester, que Adele va continuar supervisant després de la mort del seu marit.

## Estil i mètode de treball
| «                                 | Tot i que pot semblar enganyosament senzill per a l'observador casual, [l'art de Kurtzman] és el producte final d'un llarg procés d'elaboració d'un dibuix elaborat fins a la seva línia essencial. La natura no és recta. En l'art de Kurtzman, fins i tot l'horitzó és corbat. | » |
| — Comics historian Jacques Dutrey | |   |

Segons Kurtzman, "La caricatura consta dels dos elements, gràfics i textos [. . . Òbviament, és avantatge per al producte total tenir un bon text i un bon art i com més íntimament integrats estiguin el bon text i el bon art, més gran serà l'oportunitat de crear l'art A majúscula." Les històries que ell va crear i fer que altres il·lustressin subtítols i diàlegs d'equilibri, en contrast amb, per exemple, les històries d'Al Feldstein EC, en què els artistes havien de compensar el text que dominava la pàgina.
En les històries de guerra que va dibuixar ell mateix, va utilitzar un estil de dibuix que distorsionava les figures d'una manera expressiva més semblant a l'art modern que les estilitzacions dels superherois contemporanis o els còmics d'animals parlants. R. C. Harvey va descriure aquest estil com "abstracte i telepàtic" en històries que eren realistes en la narració, però en què "les seves figures eren exagerades i caragolades, demostracions de la postura com a drama en lloc de la realitat tal com es percep". L'historiador francès del còmic Jacques Dutrey va descriure l'estil de Kurtzman com "moviment i formes, energia i estètica".
Molts comparen el mètode de treball de Kurtzman amb el d'un autor. En desenvolupar històries d'aquesta manera, Kurtzman pretenia aconseguir un equilibri entre text i gràfics. Va desenvolupar una manera de crear històries de manera incremental, començant amb un tractament de la història de llargs paràgrafs. Després de decidir una història i un final que tingués impacte, va exposar esbossos en miniatura, amb subtítols i diàlegs. Va procedir a revisar repetidament sobre el paper de calc, enganxant una capa sobre una altra, mentre descobria "què han de dir els personatges". Va preparar maquetes en grans peces de vitel·la per passar-les als artistes, amb fotografies i dibuixos suplementaris, i va guiar personalment l'artista a través de la història abans de començar l'obra d'art acabada. Segons Jack Davis, "Quan recollies una història, Harvey s'asseia amb tu i ell... ho va actuar, fins i tot... Tenies la sensació d'haver viscut la història."
Normalment, quan treballava a Little Annie Fanny, després d'investigar la història de fons, Kurtzman va preparar un disseny amb llapis al tauler de Bristol una guia de colors per a Elder en uns 22 x 28 cm, superposició de vitel·la. Aleshores crearia una versió més gran de la pàgina en vitel·la amb 27 x 38 cm, que crearia amb retoladors de colors, passant de colors més clars a més foscos a mesura que ajustava la composició. A continuació, va traçar això sobre un altre full de vitel·la, o més si encara no estava satisfet amb els resultats. Passaria això a Elder perquè representés la imatge final seguint els dissenys de Kurtman exactament després de transferir la imatge al tauler d'il·lustració.
Els dissenys de Kurtzman tenien un deute considerable amb el treball de Will Eisner a The Spirit. Va derivar una tècnica de clarobscur de Milt Caniff en el seu treball d'estudi dels anys quaranta.

## Llegat

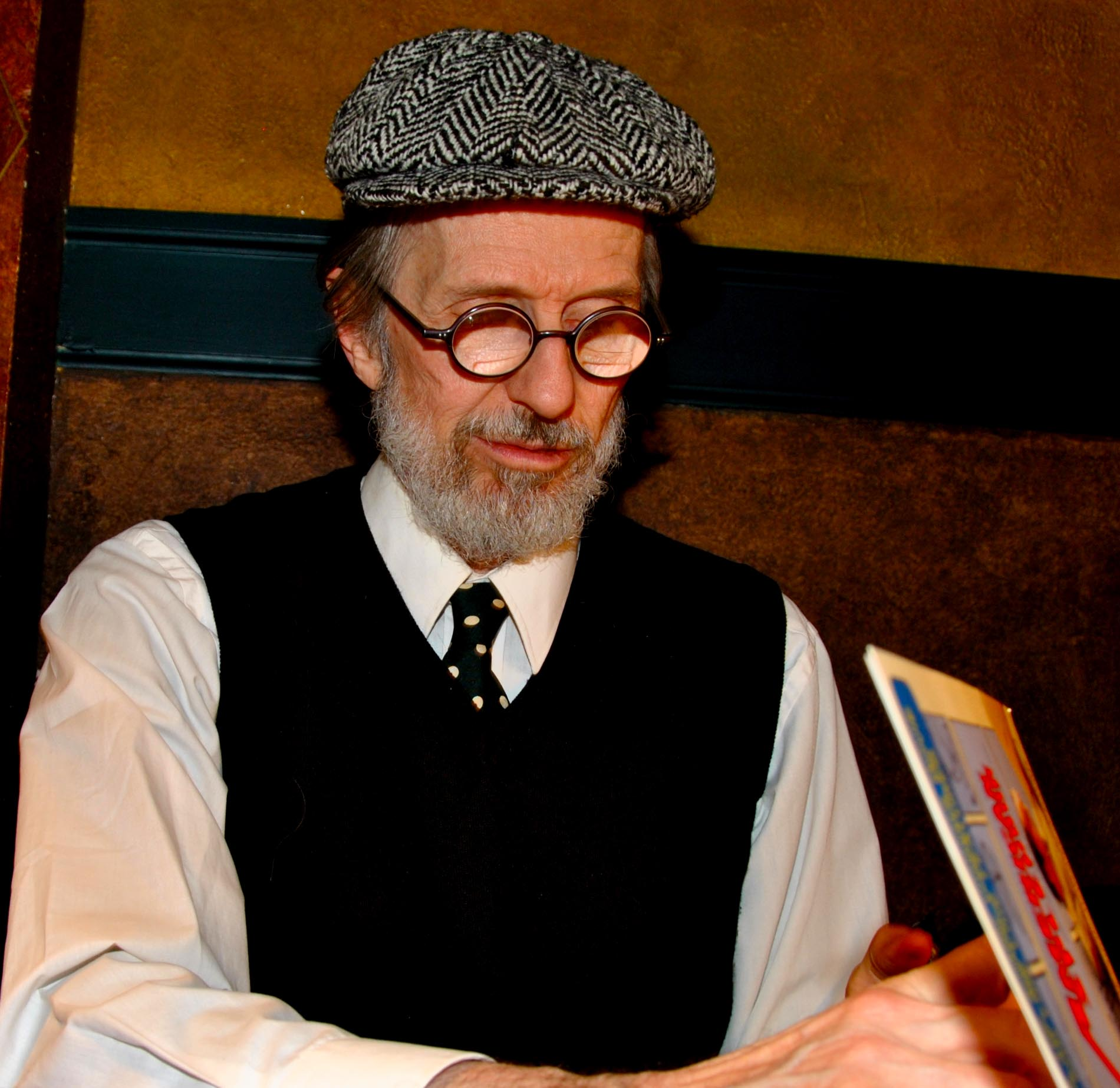
Kurtzman va ser mentor de dibuixants com Robert Crumb.

Juntament amb dibuixants com Will Eisner, Jack Kirby i Carl Barks, Kurtzman és citat regularment com un dels creadors definitoris de l'Edat d'Or dels còmics nord-americans. El 2003, The New York Times va descriure a Kurtzman com "una de les figures més importants de l'Amèrica de la postguerra" per la influència Mad en la cultura popular. Aquesta va ser una actualització de l'obituari Times per a Kurtzman el 1993, que deia que havia "ajudat a fundar Mad Magazine". Això va provocar una resposta enfadada al diari d'Art Spiegelman, que es va queixar que atorgar un crèdit parcial a Kurtzman per començar Mad era "com dir que Miquel Àngel va ajudar a pintar la Capella Sixtina només perquè algun Papa era propietari del sostre".
Kurtzman va actuar com a mentor d'un gran nombre de dibuixants, com Terry GilliamRobert Crumb i Gilbert Shelton. Entre els seus estudiants a l'Escola d'Arts Visuals hi havia John Holmstrom, Batton Lash i Drew Friedman. Kurtzman, i particularment el seu treball sobre Mad, és la influència més citada en el moviment underground comix, l'historiador de còmics Mark Estren va anomenar Mad "l'avi dels comics underground". El 1958, Robert Crumb i el seu germà gran Charles van autopublicar-se tres números del fanzine Foo inspirat en Humbug el 1958. L'empresa no va ser un èxit financer, i Crumb es va dedicar a produir còmics per autosatisfecio. El 1964 Kurtzman va publicar el seu treball a Help!
L'estil d'humor de Kurtzman va influir en els còmics contraculturals des de la dècada de 1960, inclosa la sèrie de comèdia Saturday Night Live, segons el membre Harry Shearer. Help!, el col·laborador Terry Gilliam, que va passar a ser membre de Monty Python, va anomenar Kurtzman "de moltes maneres... un dels padrins de Monty Python". A la seva pel·lícula Brasil de 1985, Terry Gilliam va donar al personatge d'Ian Holm el nom de "Kurtzmann". El dibuixant Underground, Robert Crumb va afirmar que una de les imatges de portada de Kurtzman per Humbug "va canviar [la seva] vida" i que una altra imatge de portada de Mad "va canviar la manera de veure el món per sempre!" Sobre la influència de Kurtzman, l'editor de Time , Richard Corliss, va declarar: " Gairebé tota la sàtira nord-americana d'avui segueix una fórmula que Harvey Kurtzman va pensar."
Mentre que alguns, com R.C. Harvey la considerava una obra mestra, altres com Michael Dooley consideraven que Little Annie Fanny era "més coneguda pels seus valors de producció luxosos que pel seu humor", o que comprometia el geni de Kurtzman. Una minoria de dibuixants underground el consideraven un venut per comprometre els seus ideals treballant per a Playboy durant vint-i-sis anys. Molts fans consideren Help!, per ser el '"darrer hurra" de Kurtzman.
Els premis Kirby van acabar l'any 1987, i els premis Harvey i els premis Eisner van ocupar el seu lloc. Anomenats en honor a Kurtzman, els Harvey són administrats per Fantagraphics Books, i els nominats i els guanyadors són seleccionats per professionals del còmic. Kurtzman va ser un dels set dibuixants presentats a l'exposició itinerant "Masters of American Comics" el 2005–2006.

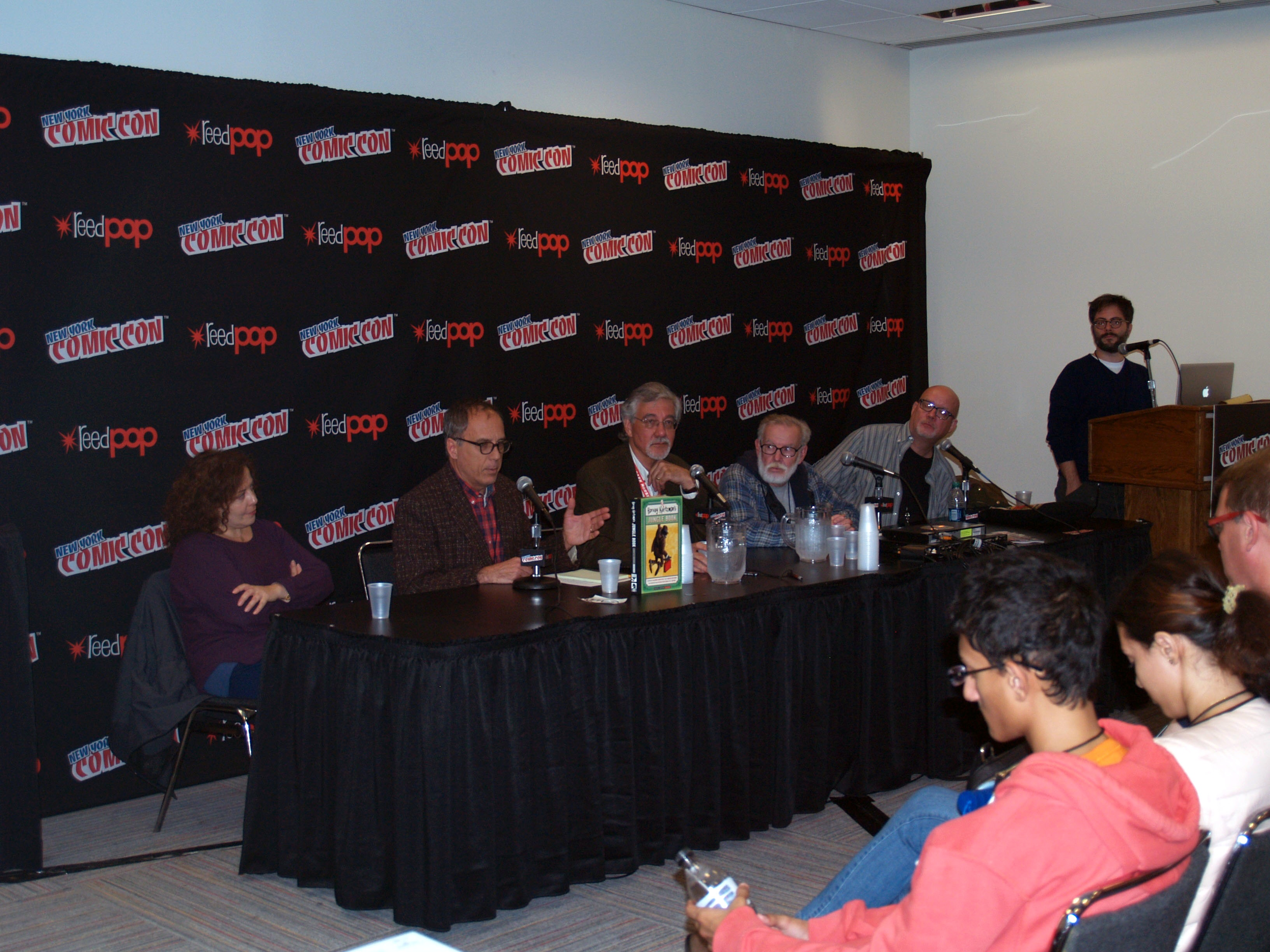
Taula rodona sobre el Llibre de la Selva a la Comic Con de Nova York del 2014. D'esquerra a dreta hi ha la filla de Kurtzman, Nellie, David Hajdu, Denis Kitchen, Jay Lynch, John Holmstrom i Bill Kartalopoulos.

Per a l'editor del Comics Journal i l'editor de Fantagraphics, Gary Groth, l'estil de Kurtzman "aconsegueix una mena d'ideal platònic de dibuixos animats. Harvey era un mestre de la composició, el to i el ritme visual, tant dins del panell com entre els panells que componen la pàgina. També va ser capaç de transmetre fragments d'autèntica humanitat mitjançant una tècnica impressionista que era fluida i flexible." El crític i historiador de còmics R.C. Harvey va conjecturar que Kurtzman "pot ser el dibuixant nord-americà més influent des de Walt Disney", i l'historiador de còmics Don Markstein el va considerar "entre els dibuixants més influents del segle XX". A la seva llista dels 100 millors còmics en anglès del segle xx, The Comics Journal va concedir a Kurtzman cinc dels llocs de la llista:
El, 8. Mad nùm 1–24, 1952–1956, Edited by Harvey Kurtzman.
El, 12. The War Comics of Harvey Kurtzman, 1950–1955, Harvey Kurtzman and various
El, 26. Harvey Kurtzman's Jungle Book, 1959
El, 63. Hey Look!, 1946–1949, Harvey Kurtzman
El, 64. Goodman Beaver, 1962, Harvey Kurtzman & Will Elder
L'any 2012, la propietat de Kurtzman i Al Feldstein van presentar una sol·licitud per reclamar els drets d'autor del seu treball dels anys cinquanta a EC. La reclamació es va basar en els canvis a les lleis de drets d'autor fets l'any 1976, en què els drets d'autor venuts podien ser reclamats pels creadors independents originals en el moment de la renovació dels drets d'autor. La base de les afirmacions de Kurtzman i Feldstein era que no eren empleats d'EC, sinó subcontractistes.
El col·leccionista de còmics Glenn Bray va publicar The Illustrated Harvey Kurtzman Index el 1976, una guia completa de tot el que Kurtzman havia publicat fins al moment. Howard Zimmerman va adaptar les entrevistes a Kurtzman realitzades per Zimmerman i Byron Preiss en una breu autobiografia el 1988 titulada Harvey Kurtzman: My Life as a Cartoonist. Denis Kitchen i Paul Buhle van produir una biografia de Kurtzman el 2009 titulada The Art of Harvey Kurtzman: The Mad Genius of Comics, amb una introducció del còmic Harry Shearer. Bill Schelly va passar tres anys a investigar i escriure un altre, més llarg el 2015, titulat Harvey Kurtzman: The Man Who Created MAD and Revolutionized Humor in America, amb una introducció de Terry Gilliam.
El 2014, Dark Horse Comics a través del seu segell Kitchen Sink Books va començar a reimprimir edicions de luxe i ampliades del treball de Kurtzman a la sèrie The Essential Kurtzman, començant pel Harvey Kurtzman's Jungle Book, editat i dissenyat per John Lind i que inclou nous assaigs sobre el treball de Lind. Denis Kitchen, R.Crumb, Peter Poplaski i una introducció de Gilbert Shelton. L'obra va rebre dues nominacions (Millor Reimpressió i Excel·lència en Publicació) als Harvey Awards 2015. El 2016 es va publicar el segon volum de la sèrie Playboy 's TRUMP, una col·lecció de la revista de sàtira dels anys cinquanta creada per Kurtzman i Hugh Hefner.